# Giovanni Saldarini
Giovanni Saldarini, né le 11 décembre 1924 à Cantù en Italie et mort le 18 avril 2011, est un  cardinal italien, archevêque émérite de Turin à partir de 1999.

## Biographie

### Prêtre
Après avoir été ordonné prêtre le 31 mai 1947 pour le diocèse de Milan, Giovanni Saldarini poursuit ses études obtenant une licence de théologie à l'Université de Milan et une licence en Écriture sainte à l'Institut pontifical biblique de Rome.
Il enseigne ensuite l'Écriture sainte au séminaire de Venegono avant d'exercer différents ministères paroissiaux.
En 1983, il devient pro-vicaire général de l'archidiocèse de Milan responsable de la pastorale diocésaine.

### Évêque
Nommé évêque auxiliaire de Milan le 10 novembre 1984, il est consacré le 7 décembre suivant par le cardinal Carlo Maria Martini.
Le 31 janvier 1989, il est nommé archevêque de Turin, charge qu'il assume jusqu'au 19 juin 1999, date à laquelle il se retire en raison de son état de santé.

### Cardinal
Il est créé cardinal par le pape Jean-Paul II lors du consistoire du 28 juin 1991 avec le titre de cardinal-prêtre de S. Cuore di Gesù a Castro Pretorio.